# MeteoGalicia

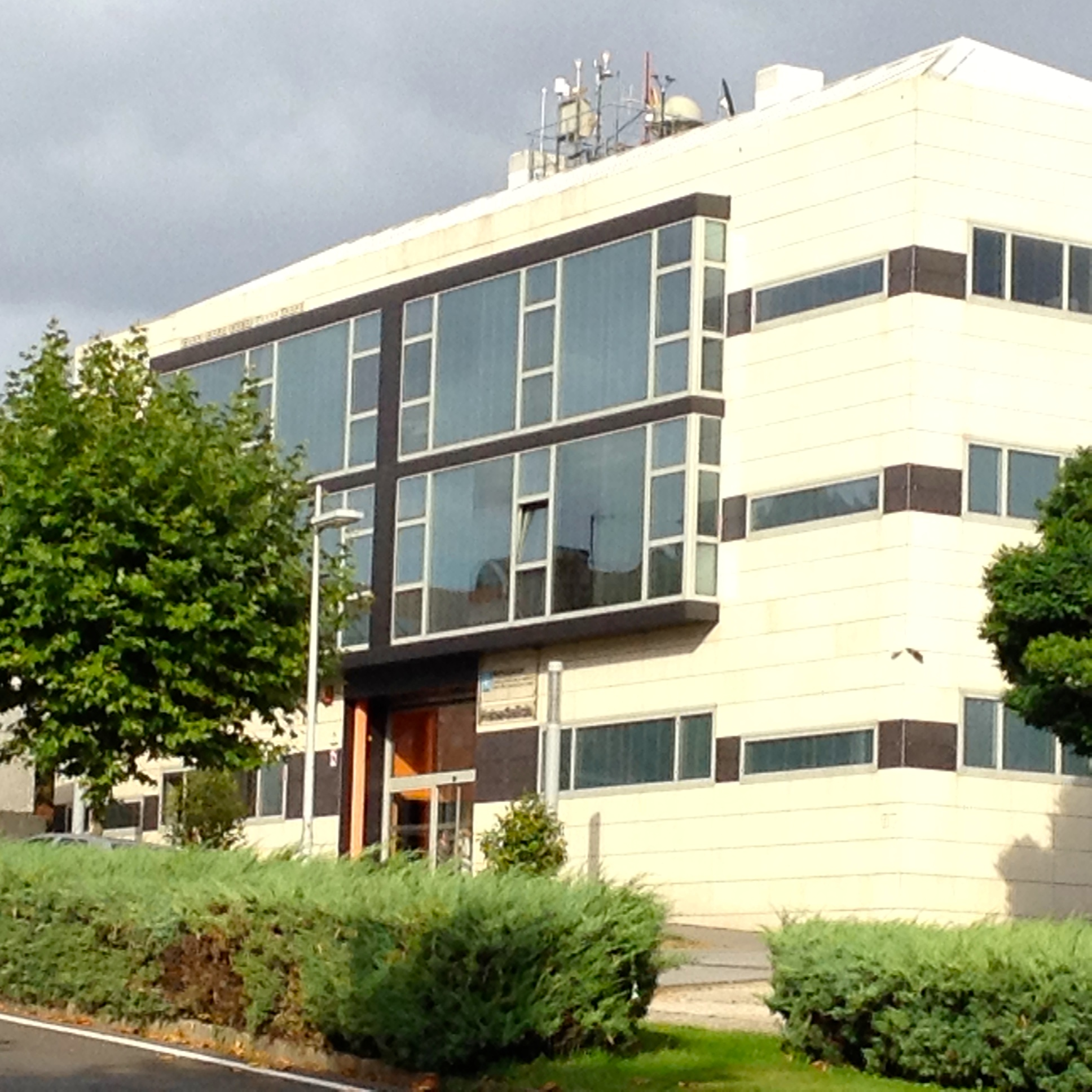
Sede de MeteoGalicia en Santiago de Compostela

MeteoGalicia, también conocido como Unidad de Observación y Predicción Meteorológica de Galicia es un organismo dependiente de la Consejería de Medio Ambiente, Territorio e Infraestructuras creada en el año 2000, fruto de un convenio entre la Universidad de Santiago de Compostela y la Junta de Galicia. Tiene como objetivos principales la realización de una predicción meteorológica de Galicia así como la explotación y mantenimiento de la red de observación meteorológica y climatológica de la Junta de Galicia.